# Каспийски улар
Каспийският улар (Tetraogallus caspius) е вид птица от семейство Фазанови (Phasianidae).

## Разпространение и местообитание
Разпространен е в Азербайджан, Армения, Грузия, Ирак, Иран, Туркменистан и Турция.